# Kurt Tassotti
Kurt Tassotti (Feldkirchen in Kärnten, 1948) is een Duitse beeldhouwer.

## Leven en werk
Tassotti studeerde van 1980 tot 1981 bij Gerd Neisser aan de Freie Kunstschule in Stuttgart en van 1981 tot 1986 aan de Staatliche Akademie der Bildenden Künste Stuttgart eveneens in Stuttgart. Zijn professoren waren de beeldhouwers Karl-Henning Seemann (1981-1982) en Alfred Hrdlicka (1982-1986). Tassoti was vanaf 1984 werkzaam als beeldhouwer.
De kunstenaar woont en werkt in Mühlacker.

## Werken (selectie)
- Weinkönigin (1979) en Tautropfen (19??), Besigheimer Skulpturenpfad in Besigheim
- Buste Johann Sebastian Bach (1984), Internationale Bachacademie in Stuttgart
- Zweifigurengruppe (1986), Marktstraße in Soltau
- Mondharmonikaspieler (1988), Krupp Wohnungsbau in Essen
- Saureiterbrunnen (1992), Heilbronn-Sontheim
- Reliëf Johann Oecolampadius (Johannes Ökolampad) (1995), Evangelische Kirchengemeinde in Weinsberg en identiek reliëf in Bazel
- Hommage ans Alter (1995), Wiernsheim-Iptingen
- Impuls (1996), Marktplatz in Ötisheim
- Schweinegruppe (1999), Hamburg
- Scholwenhopferbrunnen (1999), Eisingen
- Brunnen/Skulptur Dorothea Grünhagen (Grefel Dojen)[1] (2001), Marktplatz Dorothea Grünhagen in Dorfmark (Bad Fallingbostel)
- Standbeeld Hermann Hesse (2002), Nikolausbrücke in Calw
- Landschaft (2003), Natur am Venusberg in Aidlingen
- Brunnenplastik (2006), Stadtwerke in Mühlacker
- Ort (2007), Rathaus in Tamm
- Bacchus-Brunnen (2008), Seniorenzentrum Paul Gerhardt in Pforzheim
- Buste Hermann Hesse (2009)
- Geschichtsband (2010) in Kehl
- Bertha Benz (2010), aan de Bertha Benz Memorial Route in Neulingen

## Fotogalerij

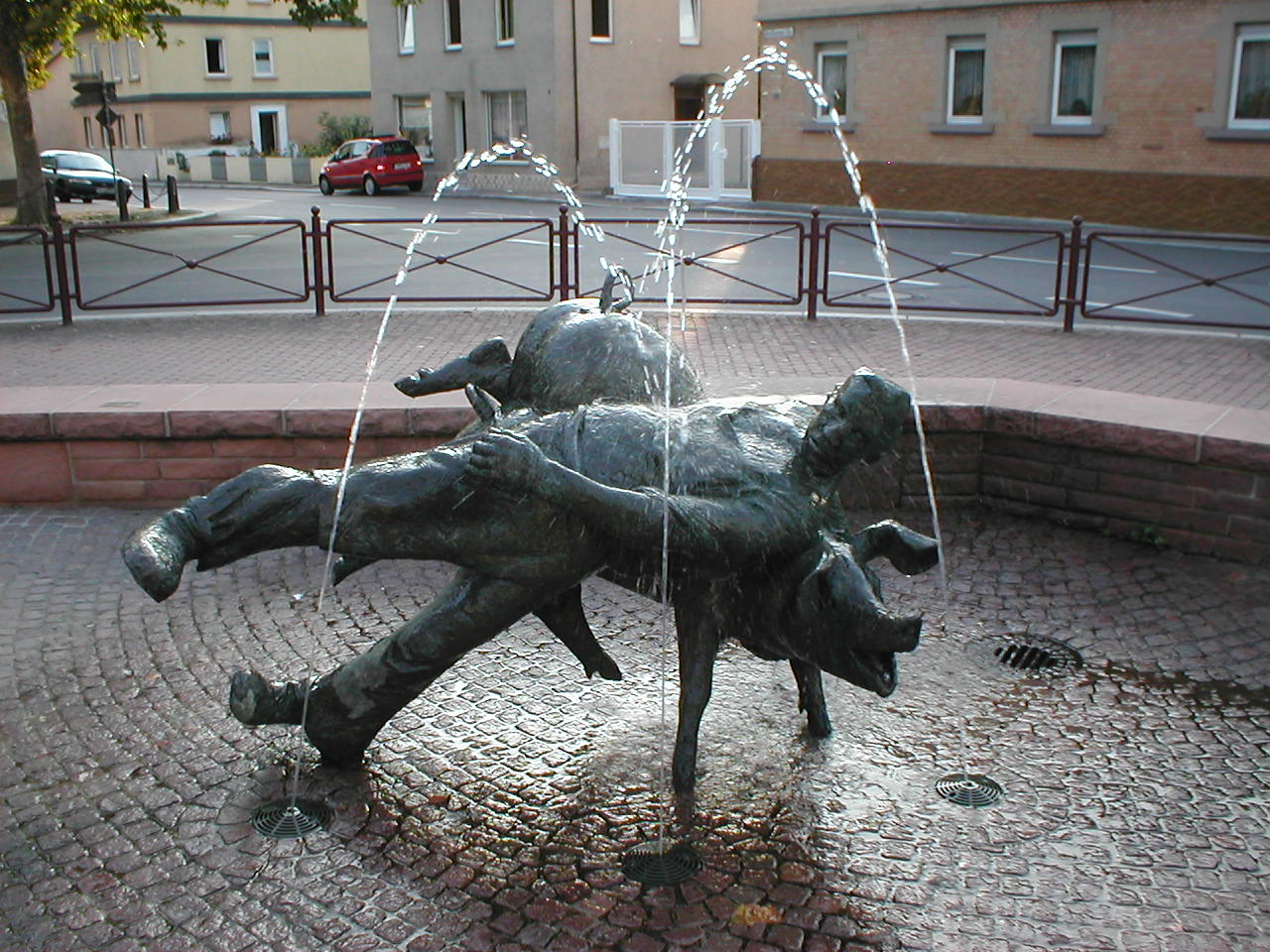
Saureiterbrunnen, Heilbronn
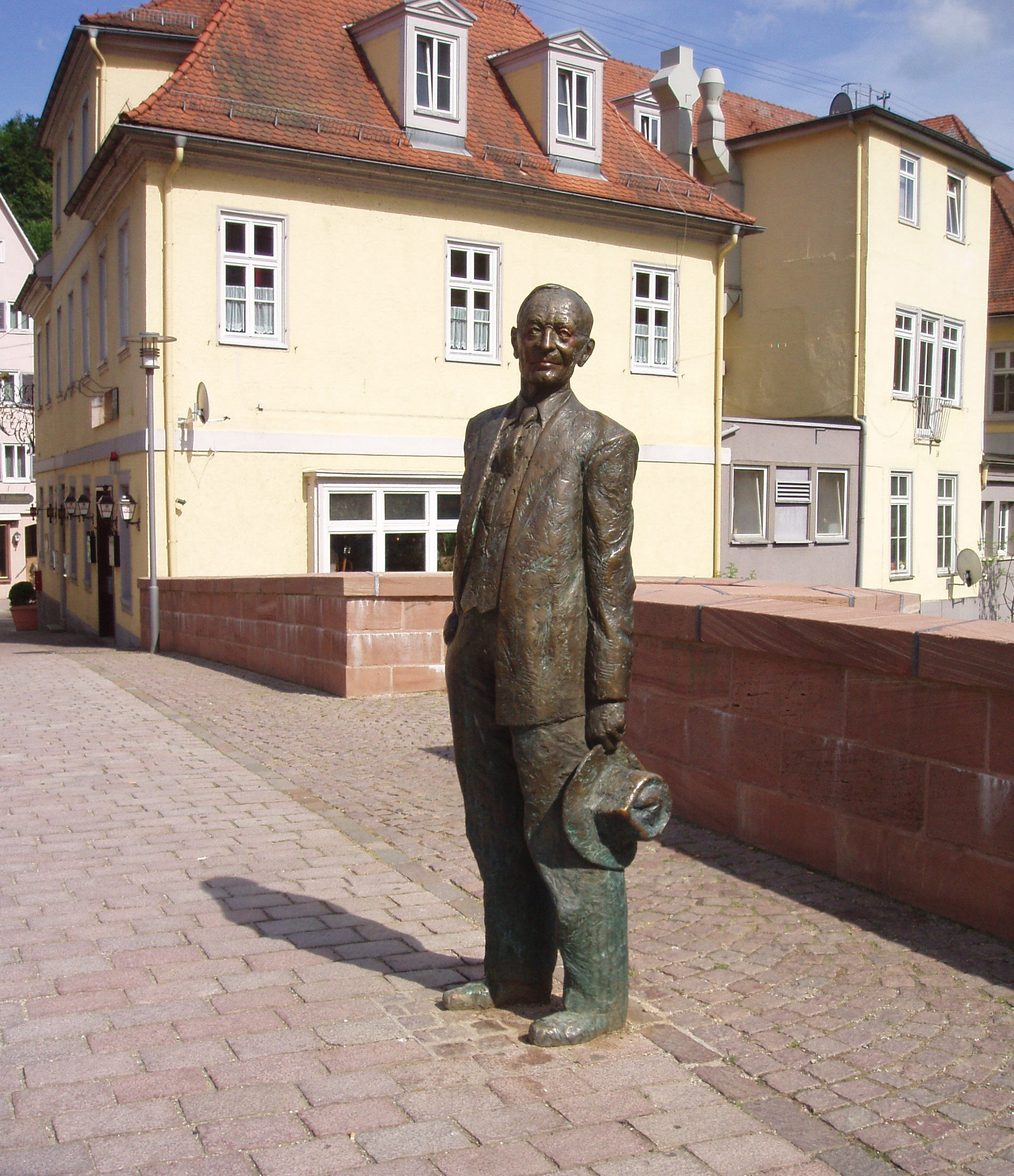
Standbeeld Herman Hesse, Calw
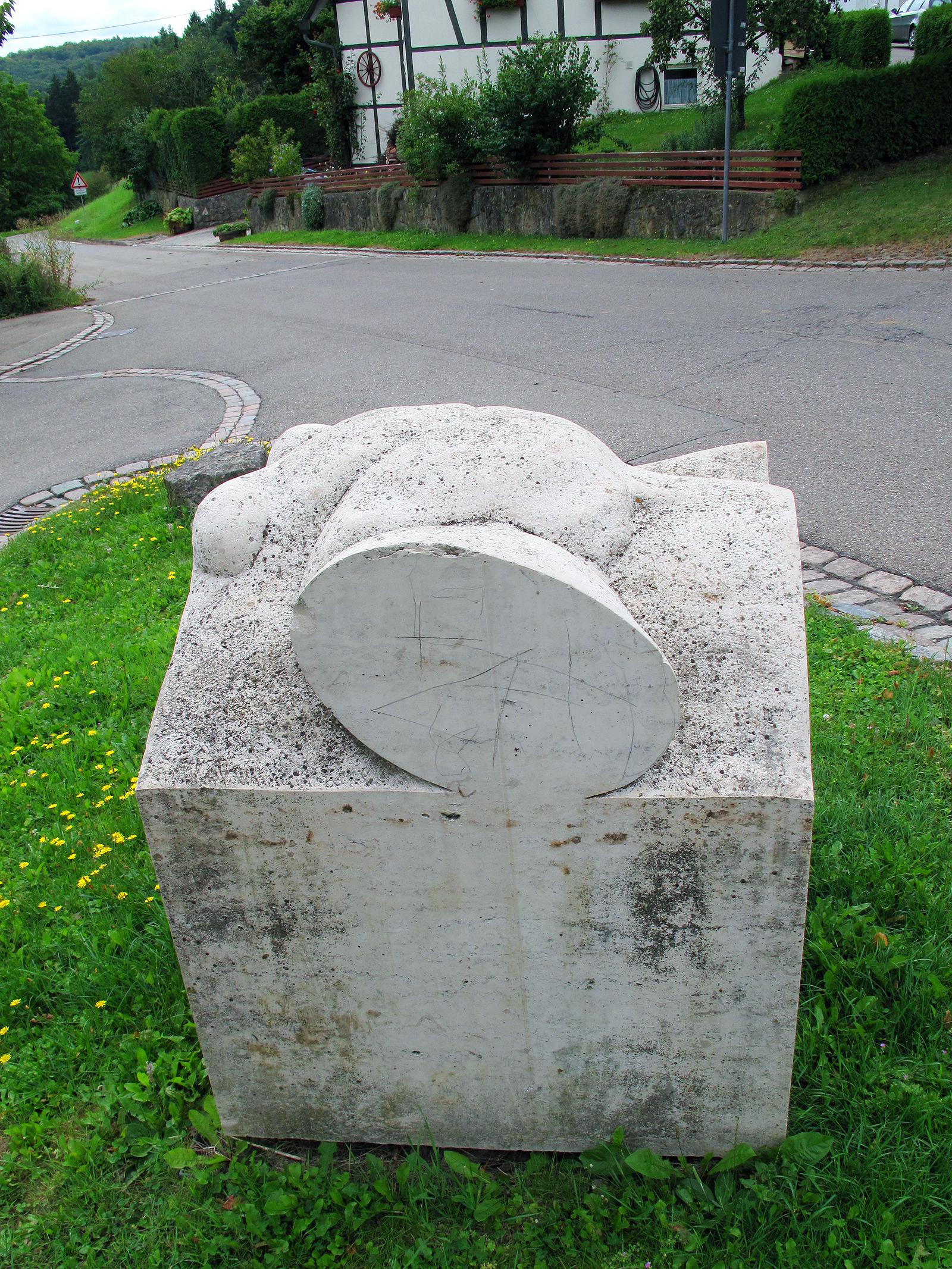
Landschaft, Aidlingen
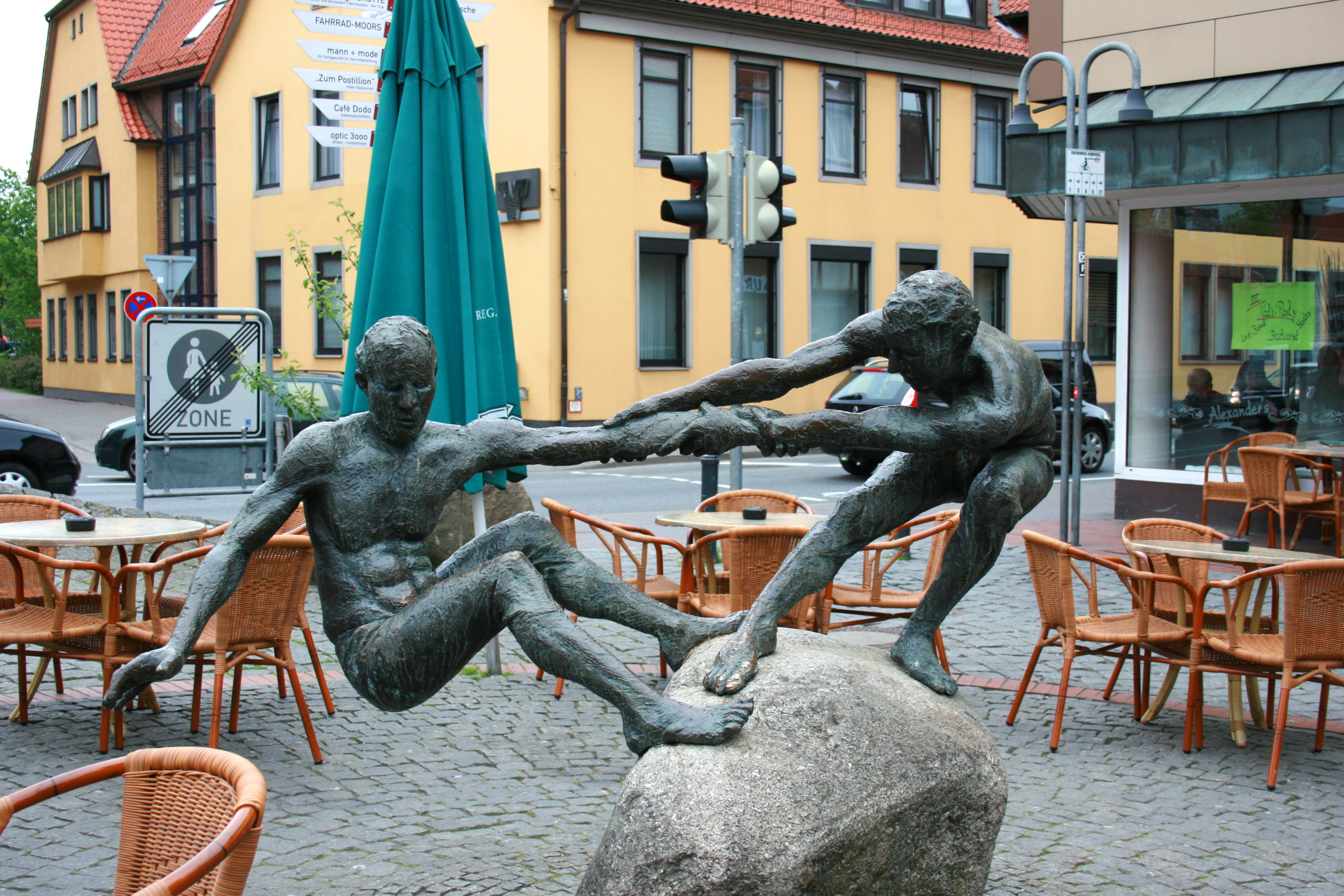
Zweifigurengruppe, Soltau
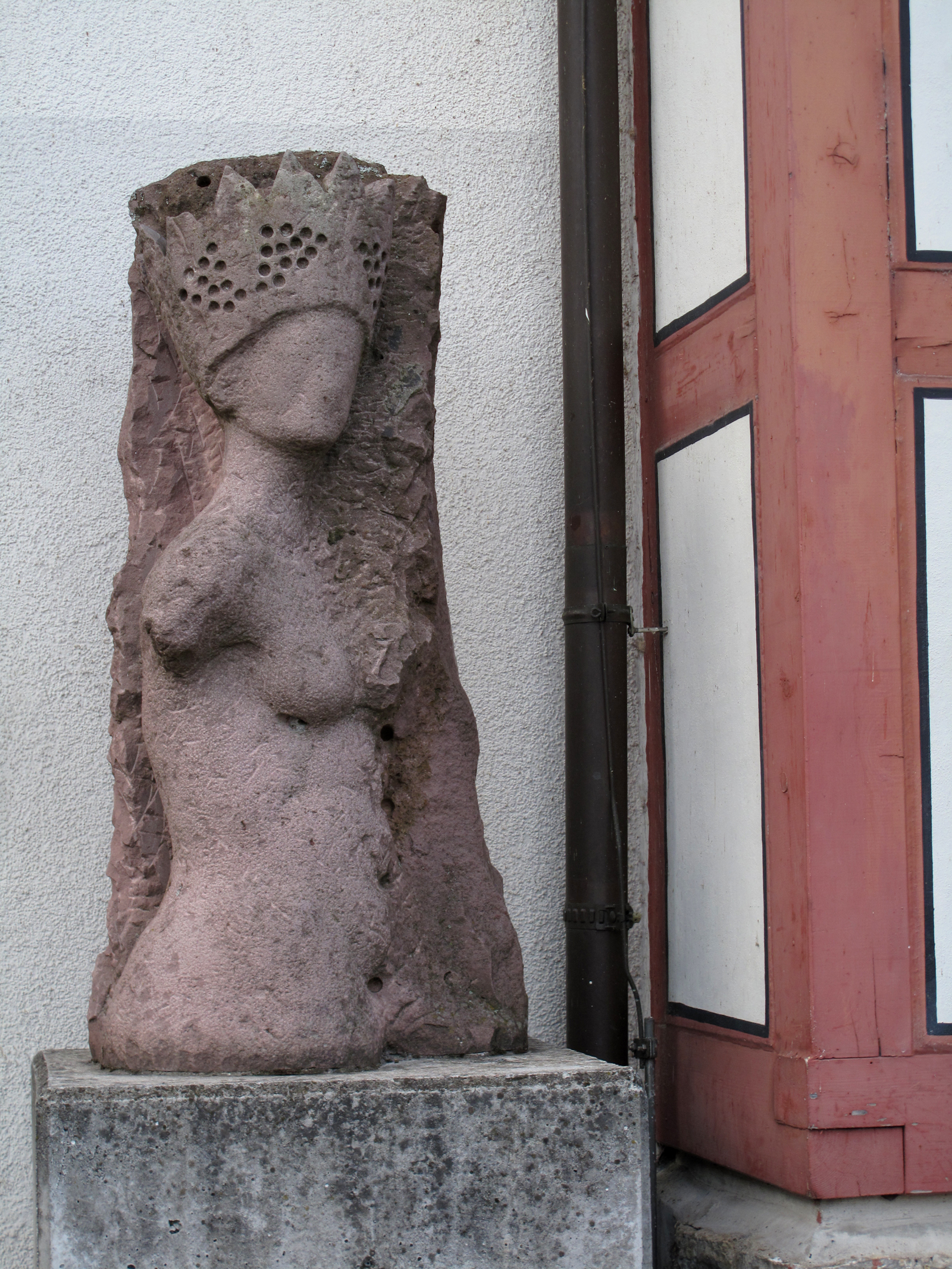
Weinkönigin, Besigheim
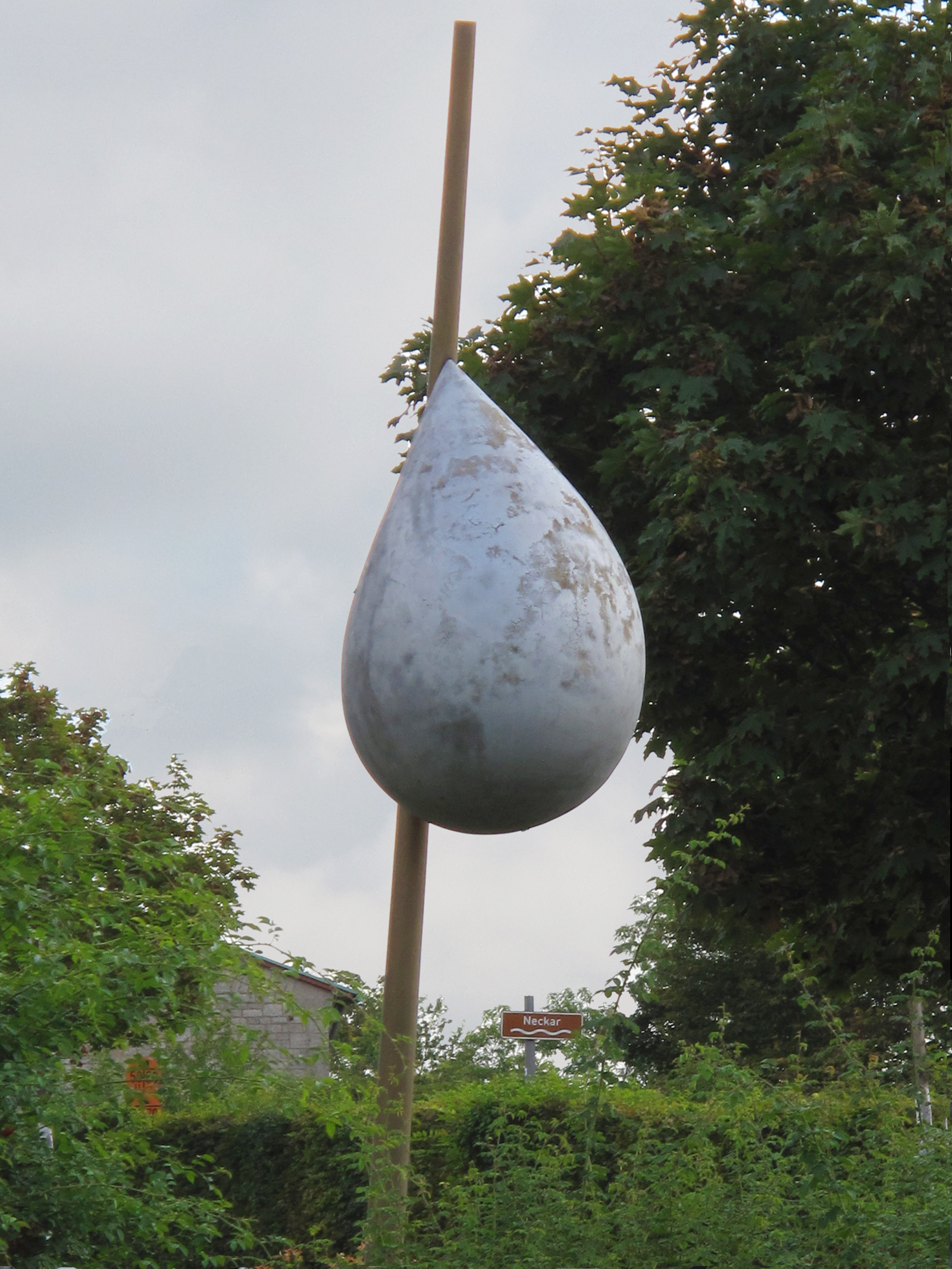
Tautropfen, Besigheim